# Ray Ramsey
Raymond Leroy "Ray" Ramsey (nacido el 18 de julio de 1921 en Springfield, Illinois y fallecido en la misma ciudad el 25 de agosto de 2009) fue un jugador de baloncesto y fútbol americano estadounidense que disputó una temporada en la BAA, y otra más en la NBL. Como jugador de fútbol, jugó en la AAFC, la NFL y la IRFU canadiense. Con 1,88 metros de estatura, jugaba en la posición de escolta en baloncesto y defensive back en fútbol americano.

## Trayectoria deportiva

### Universidad
Jugó durante su etapa universitaria en los Braves de la Universidad de Bradley, interrumpida por el servicio militar, donde fue una estrella en tres deportes diferentes. En baloncesto consiguió anotar 997 puntos, logró tres récords de la universidad en atletismo y fue elegido All-American en fútbol americano. Fue además el primer jugador de la historia de la institucuón en llegar a jugar en la BAA o la NBA.

### Baloncesto
Comenzó su andadura profesional en los Tri-Cities Blackhawks de la NBL, donde disputó dos partidos en los que no anotó ni un solo punto. En 1948 fichó por los Baltimore Bullets de la BAA, con los que únicamente llegó a disputar otros dos partidos en los que anotó dos puntos.

#### Estadísticas en la BAA

##### Temporada regular
| Temporada | Edad | Equipo            | Liga | Pos. | P | TIT | MIN | TC  | TCA | %TC  | 3P | 3PA | %3P | TL  | TLA | %TL   | R.OF. | R.DEF. | REB | ASIS | ROB | TAP | PER | FP  | PTS |
| 1948-49   | 27   | Baltimore Bullets | BAA  |      | 2 |     |     | 0.0 | 0.5 | .000 |    |     |     | 1.0 | 1.0 | 1.000 |       |        |     | 0.0  |     |     |     | 0.0 | 1.0 |
| Total     |      |                   | BAA  |      | 2 |     |     | 0.0 | 0.5 | .000 |    |     |     | 1.0 | 1.0 | 1.000 |       |        |     | 0.0  |     |     |     | 0.0 | 1.0 |

### Fútbol americano
Compaginándolo con el baloncesto, comenzó a jugar a fútbol americano de forma profesional en 1947 con los Chicago Rockets de la AAFC, con los que fue uno de los mejores de la liga en yardas por recepción, con 21,9. Tras dos años más en la liga, en 1950 fichó por los Chicago Cardinals, quienes lo habían elegido tres años antes en el draft, con los que jugó cuatro temporadas en la NFL.
En 1954 fichó por los Hamilton Tiger-Cats de la liga canadiense, con los que disputó tres temporadas más, antes de retirarse para volver a su alma mater como entrenador de atletismo y asistente en sus otros dos deportes.